# Szmita
Szmita (hebr. שמיטה) – rok szabatowy w judaizmie przypadający co siedem lat. Rok następujący po co siódmym roku szabatowym (czyli co pięćdziesiąt lat) jest Rokiem Jubileuszowym.   
Z latami szabatowymi i jubileuszowymi związane są pewne  ograniczenia i nakazy wynikające z Tory. Są to:
- zakaz uprawiania ziemi i zbierania plonów
- nakaz darowania długów
- w roku jubileuszowym dodatkowo powrót ziemi do pierwotnych właścicieli i uwolnienie niewolników

Zalecenia te są wyrazem wiary, że ziemia i wszelki obrót towarami przynależą Bogu, a człowiek jest tylko przejściowym posiadaczem. Nakazy dotyczą tylko Żydów. Mimo to bezwzględna konieczność ścisłego przestrzegania Prawa powodowała poważne komplikacje w życiu społecznym i gospodarczym żydów. W sukurs przyszli rabini tworzący talmudyczną halachę, czyli określający w praktyce sposób postępowania tak, aby Prawo zostało zachowane. Często interpretacje te są dość pokrętne i spotykały się z zarzutami kpin z Tory ze strony zwolenników najbardziej ortodoksyjnych odłamów judaizmu. Również dla przeciwników judaizmu były podstawą do zarzucania żydom dwulicowości. W rzeczywistości stanowią konieczność w sytuacji religii, której podstawową zasadą i wyróżnikiem jest stosowanie się do religijnych norm postępowania, a normy te w zderzeniu z rzeczywistością prowadzić mogą do marginalizacji ją wyznających. Karą za nieprzestrzeganie roku szabatowego jest wygnanie.

## Zakaz uprawiania ziemi i zbierania plonów
Księga Wyjścia mówi:

Przez sześć lat będziesz obsiewał ziemię i zbierał jej płody, a siódmego pozwolisz jej leżeć odłogiem i nie dokonasz zbioru, aby mogli jeść ubodzy z twego ludu, a resztę zjedzą dzikie zwierzęta. Tak też postąpisz z twoją winnicą i z twoim ogrodem oliwnym.

Księga Kapłańska powtarza i uściśla ten nakaz. 
Idea prawa wywodzi się prawdopodobnie z praktycznej obserwacji, że ziemi należy co jakiś czas dać odpoczynek. W tak restrykcyjnej formie wraz z rozwojem kultury uprawy zaczęło ono być niezmiernie uciążliwe. Wolno było jedynie zbierać płody z pól, sadów i winnic  do bezpośredniego spożycia. Plon był w roku szmity własnością Boga i dostęp do niego mieli wszyscy, również dzikie zwierzęta. Problem rozwiązywano praktycznie przez fikcyjną sprzedaż ziemi zaufanym gojom. Jako nienależącą formalnie do żyda można ją było uprawiać. Współcześnie w Izraelu dokonuje się również takich transakcji z Arabami. W niektórych, bardziej ortodoksyjnych kibucach, których członkowie uważają takie obejście Prawa za niedopuszczalne, zakaz ten jest impulsem do rozwoju hydroponiki.

## Darowanie długów
Pod koniec siódmego roku przeprowadzisz darowanie długów. Na tym będzie polegało darowanie długów: każdy wierzyciel daruje pożyczkę udzieloną bliźniemu, nie będzie się domagał zwrotu od bliźniego lub swego brata, ponieważ ogłoszone jest darowanie ku czci Pana. Od obcego możesz się domagać zwrotu, lecz co ci się należy od brata, daruje twa ręka. Ale u ciebie nie powinno być ubogiego. Pan bowiem pobłogosławi ci w ziemi, którą Pan, Bóg twój, daje ci w posiadanie, jeżeli będziesz słuchał wiernie głosu Pana, Boga swego, wykonując dokładnie wszystkie polecenia, które ja tobie dziś daję. Bo Pan, Bóg twój, pobłogosławił ci tak, jak ci to powiedział. Będziesz pożyczał wielu narodom, a sam od nikogo nie będziesz pożyczał; będziesz panował nad wielu narodami, a one nad tobą nie zapanują.

Ścisłe przestrzeganie tych zaleceń narażało żydów na zarzut podwójnej moralności ze strony przeciwników judaizmu,  gdyż werset drugi precyzujący do kogo odnosi  się darowanie długów  wskazuje na bliźnich i braci rozumianych jako wyznawców judaizmu. W dysputach organizowanych z inicjatywy chrześcijan w średniowieczu i później w nadziei na nawrócenie żydów, rabini zwracali uwagę na symetryczność tego zakazu polegającą na tym, że żydzi nie mając obowiązku darowania długów obcym, sami też od nich tego nie oczekują. Spotykali się z kontrargumentem, że werset szósty zakazuje im pożyczać od gojów więc o symetryczności nie może być mowy. 
W dyskusjach pomijano halachiczne interpretacje dotyczące stosowania tego prawa, gdyż poza żydami nie były one nikomu znane. W praktyce stosowanie, nawet tylko wśród żydów, nakazu darowania długów co 7 lat prowadziło do perturbacji. Przewiduje to już Tora: Strzeż się, by nie powstała w twym sercu niegodziwa myśl: «Blisko jest rok siódmy, rok darowania», byś złym okiem nie patrzał na ubogiego twego brata, nie udzielając mu pomocy. On będzie wzywał Pana przeciwko tobie, a ty obciążysz się grzechem. Normy odpowiednie może dla zamkniętego społeczeństwa, którego podstawą bytu było pasterstwo i uprawa roli stały się czynnikiem hamującym rozwój stosunków handlowych.  
By wyeliminować te problemy i nie obciążać zbytnio sumienia bogaczy chcących być w zgodzie z Pismem, a jednocześnie nie pozbawiać potrzebujących kredytu, świątobliwi rabini znaleźli wyjście z kłopotliwej sytuacji. Hillel Starszy  przy pomocy mocno kazuistycznej interpretacji sformułował w I wieku tzw. prawo prosbolu (prosbulu). Prosbul polegał na tym, że wierzyciel przenosił swą należność na bejt din (trybunał religijny). Mędrzec stwierdził, że dług taki nie jest już długiem u brata czy bliźniego, więc nie musi być darowany. Trybunał dochodził długu niezależnie od roku szabatowego, a ściągniętą należność przekazywał  wierzycielowi. Pomimo zarzutów wskazujących na niestosowność używania forteli w celu omijania Prawa, interpretacja Hillela była powszechnie stosowana. Przyczyniła się też do rozwoju handlu opartego na kredycie. Nakaz wersetu szóstego wpłynął pozytywnie na udział żydów w działalności bankierskiej.

## Rok jubileuszowy
Przypadał on co pięćdziesiąt lat (Kpł 25, 8-17). Oprócz nakazów roku szabatowego  zawierał dwa dodatkowe: Każdy miał powrócić do swojej własności i do swojego rodu. Oznaczało to anulowanie wszystkich transakcji sprzedaży ziemi i uwolnienie niewolników. Dotyczyło to wyłącznie transakcji między żydami i przywrócenia wolności żydom zależnym od innych żydów. W związku z taką koncepcją prawa własności, a właściwie czasowej dzierżawy, istnieją w Torze  szczegółowe instrukcje dotyczące ustalania ceny ziemi uzależnione od czasu pozostałego do najbliższego roku jubileuszowego.